# Prix Wolfgang-Döblin
Le prix Wolfgang-Döblin est décerné biannuellement à de jeunes probabilistes par la Société Bernoulli. Le prix a été créé en 2011 pour honorer le travail scientifique de Wolfgang Döblin et pour reconnaître et promouvoir un travail remarquable par des chercheurs au début de leur carrière dans le domaine des probabilités. Il est doté d'une somme de 2 500 € par Springer.

## Lauréats
- 2012 : Sourav Chatterjee, Université de New York
- 2014 : Grégory Miermont[2],[3]
- 2016 : Allan Sly[4]
- 2018 : Jason P. Miller[5]
- 2020 : Nike Sun, Massachusetts Institute of Technology[6]
- 2022 : Yinon Spinka, Université de la Colombie-Britannique, Université de Tel Aviv[7]